# 이재웅 (성우)
이재웅(1973년 4월 24일 ~ )은 한국의 성우다. 2002년 KBS에 입사했으며 현재는 KBS 29기다. 한국방송 성우극회 소속.

## 주요 출연작품

### 애니메이션
- 조이드 퓨저스 (챔프) - 빌리
- 조이드 제네시스 (챔프) - 진 / 딩거 / 교관 / 병사
- 극상학생회 (챔프) - 이시이
- 나나 (애니원) - 사토
- 데스노트 (챔프) - 시무라 스구루 / 선생님1 / 남학생3
- 신나는 과학 어드벤처 아하 그렇구나! (애니원) - 유리카 타워
- 이누야샤 완결편 (챔프) - 곡령
- 그녀는 매직걸 (애니맥스) - 하지메
- 뱀파이어 헌터 OVA (애니박스) - 대원

### 영화
- 도니 다코 (KBS) - 리키 (알렉스 그린왈드)
- 미트 페어런츠 (KBS) - 배달원(프랭크 산토렐리)
- 바그다드 카페 (KBS) - 카후엔가(조지 아귈라)
- 보이즈 게임 (KBS) - 네이던(웨스 윌리엄스)
- 웨어 더 머니 이즈 (KBS) - 아나운서
- 장고 (KBS) - 멕시코 군인(크리스 후에르타)
- 화성의 유령들 (KBS) - 경찰(로버트 캐러딘) / 트레즈(로드니 A. 그랜트)
- 남자의 세계 (KBS)
- 워터 보이즈 (KBS)

### 외화
- 넘버스 (SBS)
- 가면라이더 블레이드 (챔프) - 의사 / 진
- 가면라이더 키바 (챔프) - 타치카와